# Wasserturm der Hubbrücke Magdeburg

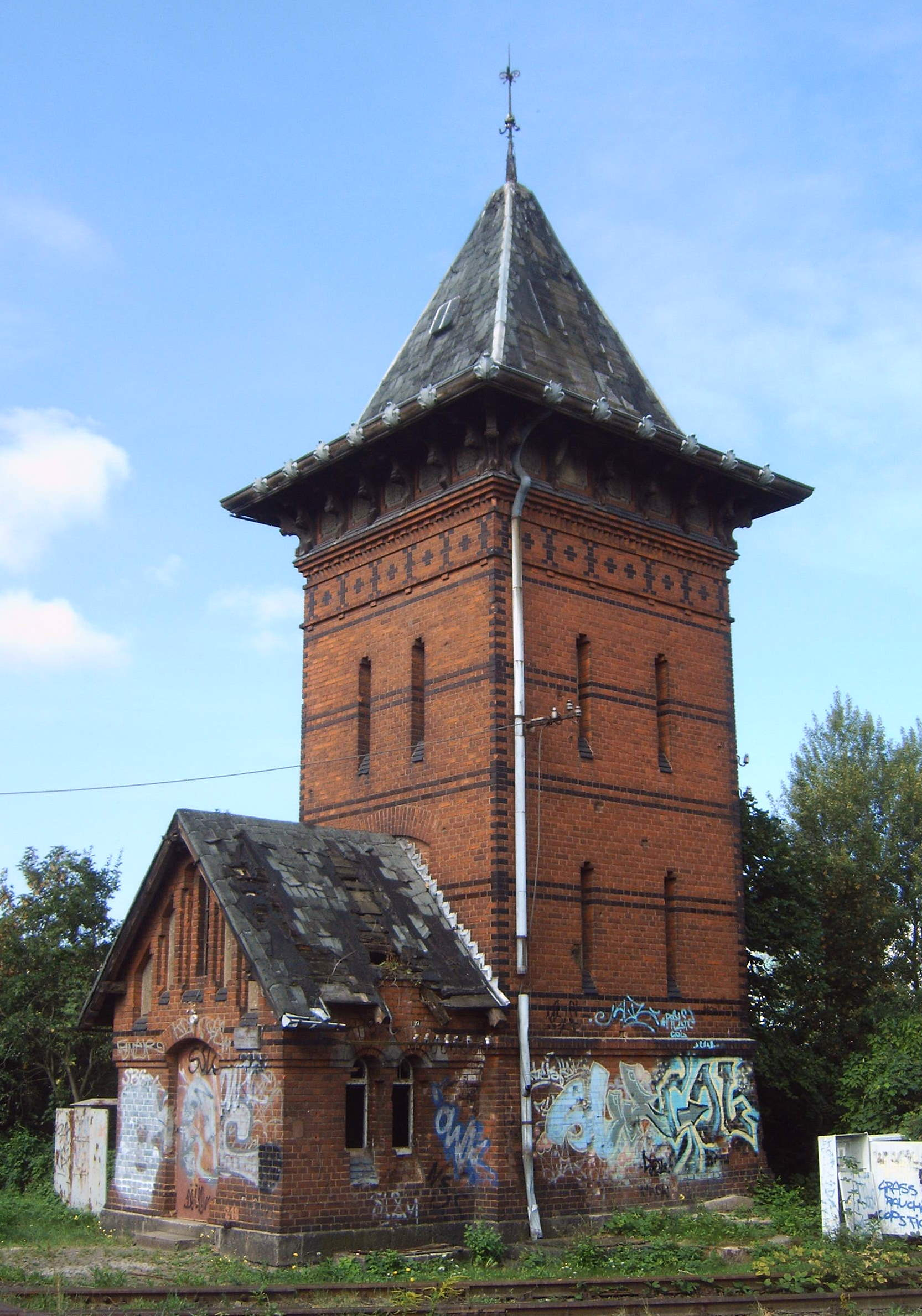
Wasserturm an der Hubbrücke Magdeburg

Der Wasserturm der Hubbrücke Magdeburg ist ein unter Denkmalschutz stehender Akkumulatorenturm der Hubbrücke Magdeburg am Westufer der Elbe in Magdeburg.

## Architektur
Der Turm entstand in den 1890er Jahren in gotisierendem Stil aus gelblichem Klinkermauerwerk mit dunklen gleichfalls aus Klinkern bestehenden Bändern. Bekrönt wird der dreigeschossige Turm von einem weit auskragenden, pyramidenförmigen Spitzhelm. An den Seiten befinden sich Schlitzfenster. An der südlichen Seite ist ein kleines Bedienhäuschen vorgelagert.

## Funktion
Das Bauwerk gehörte zum hydraulischen Antrieb der wenige Meter weiter östlich die Elbe überspannenden Hubbrücke Magdeburg. Das Mittelfeld dieser Eisenbahnbrücke war beweglich und wurde bei höheren Wasserständen zeitweise hochgezogen. Das für den hierfür bestehenden hydraulischen Antrieb erforderliche Wasser wurde in diesem Druckwasserakkumulator mit etwa 50 bis 70 at bereitgehalten.
Der Wasserturm stellt ein Zeugnis der für die Zeit von 1880 bis 1900 typischen Antriebsform dar und ist einer der nur selten erhaltenen Funktionsbauten dieser frühen Antriebstechnik. Städtebaulich ist der Turm im Zusammenhang mit der 1934 umgebauten Brücke und den in Teilen noch erhaltenen Bahnhofsanlagen von besonderer Bedeutung.
Das Gebäude wurde ab 2017 saniert; und 2021 fertig gestellt.